# Thomas Royen
Thomas Royen (* 6. Juli 1947 in Frankfurt am Main) ist ein deutscher Statistiker.

## Leben
Seine Eltern waren Paul Royen, Ordinarius des Instituts für anorganische Chemie der Johann Wolfgang Goethe-Universität Frankfurt am Main, und die Diplom-Chemikerin Elisabeth geb. Stumpf-Brentano. Royen studierte von 1966 bis 1971 Mathematik und Physik an der Universität Frankfurt sowie der Albert-Ludwigs-Universität Freiburg. Anschließend war er Tutor am mathematischen Institut der Freiburger Universität, bis er 1973 für seine Promotion an die Technische Universität Dortmund wechselte. Nach der Promotion 1975 arbeitete er dort als wissenschaftlicher Assistent an der Abteilung für Statistik.
Zu Jahresbeginn 1977 nahm er eine Stelle als Biometriker beim Chemie- und Pharmaunternehmen Hoechst AG an. 1979 bis 1985 war er dort in der Abteilung für Aus- und Weiterbildung als Dozent für Mathematik und Statistik tätig; zudem oblag ihm seit 1982 die Ausbildungsleitung für die mathematisch-technischen Assistenten (Industrieinformatiker). Von 1985 bis zu seiner Emeritierung 2010 lehrte Royen als Professor für Mathematik an der Fachhochschule Bingen.
Royen lebt in Schwalbach am Taunus und ist verheiratet.

## Werk
Seit 1978 hat Royen mehr als 30 wissenschaftliche Arbeiten publiziert, hauptsächlich über multivariate Chi-Quadrat- und Gammaverteilungen sowie den sogenannten Maximum Range Test für paarweise statistische Vergleiche von Mittelwertsvektoren. Zwar veröffentlichte er in anerkannten Fachzeitschriften, doch wurden manche Arbeiten abgelehnt, nach Royens Ansicht auch ohne genaue Prüfung. So erschienen Aufsätze auch in eher unbekannten Publikationsorganen.
Im Sommer 2014 gelang Royen – damals bereits seit vier Jahren im Ruhestand – mit Hilfe der Laplace-Transformation für multivariate Gamma-Verteilungen der Beweis der erstmals 1955 formulierten Gaußschen Korrelationsungleichung. Er veröffentlichte seinen Beweis auf der Wissenschaftsplattform arXiv und in einer wenig reputablen indischen Fachzeitschrift für Statistik, weswegen der Beitrag zunächst kaum wahrgenommen wurde. Erst als Ende 2015 zwei polnische Mathematiker, Rafał Latała und sein Student Dariusz Matlak, Royens Arbeit auf arXiv neu präsentierten, erhielt er die Anerkennung seines Fachs. Internationale Medien wurden 2017 durch einen Artikel im Wissenschaftsmagazin Quanta auf ihn aufmerksam.

## Veröffentlichungen
- Liste der Veröffentlichungen